# Aneplasa
Aneplasa là một chi nhện trong họ Gnaphosidae.

## Các loài
Chi này gồm các loài:
- Aneplasa balnearia Tucker, 1923
- Aneplasa borlei Lessert, 1933
- Aneplasa facies Tucker, 1923
- Aneplasa interrogationis Tucker, 1923
- Aneplasa nigra Tucker, 1923
- Aneplasa primaris Tucker, 1923
- Aneplasa sculpturata Tucker, 1923
- Aneplasa strandi Caporiacco, 1947